# Felice Schiavoni
Felice Schiavoni (Trieste, 19 marzo 1803 – Trieste, 30 giugno 1881) è stato un pittore italiano.

## Biografia
Figlio del pittore ritrattista Natale Schiavoni, ebbe lui come primo maestro: studiò poi all'accademia di Brera di Milano, dove vinse un premio, grazie al quale poté perfezionarsi a Venezia e Vienna. Lavorò in Italia e all'estero, in particolare in Russia, alla corte degli zar Nicola I (che coniò per lui una medaglia) e Alessandro II. Dipinse opere a soggetto storico e, come già suo padre, un gran numero di ritratti, soprattutto femminili. Le sue due figlie diventarono entrambe pittrici.